# ポルト・ド・パンタン駅
ポルト・ド・パンタン駅 (ポルト・ド・パンタンえき、仏：Porte de Pantin) は、フランス・パリの19区にあるメトロ5号線 (地下鉄) の駅。

## 概要
ポルト・ド・パンタン駅は、パリの地下鉄メトロ5号線の駅。パリ北東部の19区東境に近く、ジャン＝ジョレス大通り沿いに位置している。
1942年10月12日、5号線の駅として開業した。駅名は、付近にあったパンタン門 (ポルト・ド・パンタン) にちなんで名付けられた。

## 歴史
- 1942年10月12日、メトロ5号線の駅として開業。

## 駅構造
相対式1面、島式1面の2面3線。中線は夜間留置に使われる。

## 駅周辺
- 音楽博物館 (Musée de la Musique)
- パリ国立高等音楽・舞踊学校 （コンセルヴァトワール、パリ音楽院） （Conservatoire National Supérieur de Musique et de Danse de Paris）
- シテ・ドゥ・ラ・ミュージック (Cité de la Musique)
  - フィラルモニ・ド・パリ
- ラ・ヴィレット公園 (Parc de la Villette)

## 隣の駅
パリメトロ
■5号線
オッシュ駅 （Hoche） - ポルト・ド・パンタン駅 - ウルク駅 （Ourcq）